# Savigliano
Savigliano és un municipi Italià, situat a la regió del Piemont i a la província de Cuneo. L'any 2011 tenia 21.182 habitants.

## Fills il·lustres
- Teresa Bertinotti Radicati (1776-1854) cantant d'òpera (soprano)
- Teresa Milanollo, violinista
- Giovanni Schiaparelli, astrònom